# Сага о Торстейне сыне Халля с Побережья
«Сага о Торстейне сыне Халля с Побережья» (исл. Þorsteins saga Síðu-Hallssonar) — одна из «саг об исландцах», относящаяся к циклу саг восточной четверти.
В сюжетном отношении сага распадается на две части. В первой заглавный герой, Торстейн Халльсон, служит оркнейскому ярлу Сигурду Могучему, участвует в битве при Клонтарфе и попадает в плен к ирландцам. Во второй части Торстейн возвращается в Исландию и начинает распрю со своим соседом Торхаддом, которая заканчивается гибелью и Торхадда, и четырёх его сыновей. Поскольку сага сохранилась не полностью, остаётся неясным, говорил ли её автор о смерти Торстейна, описанной в пряди «Сон Торстейна сына Халля с Побережья». Размер лакуны говорит о том, что если описание этого события и было в саге, то оно не могло быть подробным.
Текст саги сохранился (не полностью) в составе «Книги с Плоского острова». Описание битвы при Клонтарфе, возможно, было взято автором из утраченной «Саги о Бриане». Впервые «Сага о Торстейне сыне Халля с Побережья» была издана в Лейпциге в 1859 году.